# ニユーテレス
株式会社ニユーテレス（英: Newteles Co., Ltd）は、テレビ番組の制作技術業務を行う技術プロダクションである。
フジテレビが制作している番組を中心として、民放各社のバラエティやドラマ、ドキュメントなどの番組にカメラマン・音声・VE（ビデオエンジニア）といった技術スタッフを派遣しているほか、直接番組制作を請け負う。

## 役員
- 代表取締役会長：梅谷昌弘
- 代表取締役社長：藤本敏行
- 専務取締役：高瀬義美
- 取締役相談役：菅原一夫
- 取締役：工藤千春、河西純、秋山勇人
- 監査役：小林拓未

## 技術協力番組

### TV番組
（凡例）太字：現在放映中また継続中（特番の場合）の番組・これから放映される番組。

### 映画
- クロサワ映画

### CM
- 納得コマーシャル 日本一短いクイズSHOW シャープに答えて!（SHARP）

### PV
- エキセントリック少年ボウイオールスターズ『「エキセントリック少年ボウイ」のテーマ』（1997年）
- 日影の忍者勝彦オールスターズ『日陰の忍者勝彦』（1998年）
- くず『生きてることってすばらしい』（2002年）

### ビデオパッケージ
- ものまね四天王 オリジナルムービー ひょうたん（1991年）
- HITOSI MATUMOTO VISUALBUM Vol. りんご「約束」（1998年）
- HITOSI MATUMOTO VISUALBUM Vol. バナナ「親切」（1998年）
- HITOSI MATUMOTO VISUALBUM Vol. ぶどう「安心」（1999年）